# Sabri Fejzullahu
Sabri Fejzullahu (Podujevo, 16 settembre 1943) è un cantante, attore e politico albanese.

## Biografia
È sposato ed ha quattro figli, uno dei quali, Ermal, svolge l'attività di cantante.
Ha ottenuto due diplomi: il primo nel Fakultet Filozofik (Università di filosofia) nella letteratura e nella lingua, a Prishtina; il secondo nel Fakultetin e Artëve të Bukura (Università delle belle arti) nella recitazione, sempre a Prishtina.
Ha registrato circa 800 canzoni.

## Carriera da cantante
Ha vinto 18 premi chiamati Okarina të Arta nell'Akordët e Kosovës, un festival kosovaro. Ha partecipato anche a festival stranieri.

### Discografia
- Ma ke prish gjumin e natës (2006)
- Po më lëshon takati (2008)

## Carriera da attore
Il suo genere è la commedia; ha fatto poco più di venti film (con Xhevat Qena, Leze Qena, Ali Ahmeti e Adem Mikullovci). Ha collaborato anche con Ibrahim Krajkova (Leci) e Rasim Thaqi (Cima), due famosi comici kosovari.

### Filmografia
- Një buqetë buzëqeshje
- Migjeni (1990) (telefilm)
- Autobusi (1985) (telefilm)
- Mixha Ramë (1985) (film)
- Qesh e ngjesh (1982) (film)
- Kur pranvera vonohet (1980) (telefilm)
- Gëzuar Viti i Ri 1976 (1976) (film)
- Në orët e vona (1982) (telefilm)
- Jugovizija (1981) (film)
- Këndon Sabri Fejzullahu (1976) (film)

## Carriera da politico
Egli è stato deputato del PDK (Partia Demokratike e Kosovës) nell'Assemblea del Kosovo.